# زكية باي
لِلّا زكية، وإسمها الحقيقي زكية باي، ولدت في سبتمبر 1921 وتوفيت يوم 2 فبراير 1998 في المرسى عن عمر ناهز 76 عاما. هي أميرة تونسية من سُلالة البايات الحسينيين، إبنة الأمين باي، آخر باي في تونس.
كانت ناشطة ضد الحماية الفرنسية، حيث كانت تقوم بتهريب الأسلحة في سيارات عائلتها وتستخدم حبّها للغناء لجمع التبرعات للمقاتلين.
أسست جمعية «القماطة التّونسية» لرعاية الرّضع، كما أرسلت أموالاً إلى الزعيم الوطني الحبيب بورقيبة، لكنها جُرِّدَت من جميع حقوقها وممتلكاتها مع بقية أفراد أسرتها بعد إستقلال تونس.

## السيرة الشخصية

### البدايات في الغناء
ابنة لامين باي ، باي تونس، ولدت زكية في سبتمبر 1921  في الضاحية الشمالية لتونس العاصمة. وهي الابنة السابعة للباي، من من أصل تسع بنات وثلاثة أبناء. والدتها ألا جنينة ابنة الحاج بشير الذي كان من أصل ليبي وكان أحد أكبر التجار في جهة منوبة.
التحقت بمدرسة الراهبات وتعلقت بالأدب والرسم ولكن بشكل خاص بالموسيقى. كانت تعيد على مسامع والدها كل ما كانت تتعلمه، فشجعها على المواظبة وسمح لها بتعلم العزف على البيانو. في مرحلة متقدمة، أحضر أستاذ في الموسيقى وأكبر عازف عود آنذاك في تونس وهو علي سريتي، لمرافقتها، حتى أصبحت زكية باي تلقب ب«الاميرة الفنانة»؛ فأصبحت تغني في الجلسات العائلية المضيقة فقط، لأن الأمين باي رفض مبدأ الغناء خارج إطار العائلة.
لحنت زكية أغنية لهادي مقراني وأغنية ثانية لعبد الرزاق كاراباكا.

### دعمها للحركة الوطنية
بعد الزواج من الدكتور محمد بن سالم، سمح لها بممارسة هوايتها بحرية. بدأت بتنظيم حفلات داخل منزلها، بحضور فنانين كبار، وخاصة فرقة المنار، لكن هذه الحفلات في الحقيقة هي غطاء لنضالها ضد الحماية الفرنسية. بل إنها تتكون من لقاءات إجتماعات سياسية ونضالية لكبار القيادات الوطنية الوطنية مثل فرحات حشاد وعلي بلهوان ومحمد المصمودي وصلاح بن يوسف ومنجي سليم وغيرهم.
لأنها لم تكن تخضع للتفتيش من قبل سلطات الاحتلال الفرنسي قامت رفقة زوجها الدكتور محمد بن سالم بحملات تبرع بالدم من اجل إنقاذ أرواح ضحايا الهجمات الفرنسية وأسست لجنة الإعانة القومية لإغاثة الجرحى وأحدثت القماطة التونسية وهي مؤسسة للرعاية بالرضع.
في عام 1952، ذكرت وكالة الأنباء الفرنسية فرانس برس اكتشاف خلية إرهابية كانت تساعد في تمويلها.
عندما نفت فرنسا الزعيم القومي الحبيب بورقيبة، أرسلت الأميرة زكية مبالغ مالية لبورقيبة قصد مساعدته. ومع ذلك، بعد الاستقلال، حُرِم جميع أفراد عائلة الباي، بمن فيهم زكية، من جميع حقوقهم وممتلكاتهم ، و تمّ إخضاعهم للإقامة الجبرية.
توفيت بالسرطان في المرسى  يوم 2 فيفري 1998 عن عمر يناهز 76 عامًا.

### حياتها الخاصة
تزوّجت زكية باي من الدكتورمحمد بن سالم يوم25 يونيو 1944. وأنجبت ثلاثة أبناء وثلاث بنات.